# Sotà
El tractat Sotà (en hebreu: מסכת סוטה) és el cinquè tractat de l'ordre de Naixim de la Mixnà i el Talmud de Babilònia, segons les edicions actuals, però és el darrer en alguns manuscrits i en el Talmud de Jerusalem. El seu tema principal és la prova de l'aigua amarga per a la dona sospitosa d'adulteri.
També es discuteixen altres rituals que requereixen una declaració oral, com el trencament del coll del vedell i les regles per a l'exempció del servei militar obligatori. La Guemarà dels savis de Babilònia i Jerusalem, forma juntament amb la Mixnà, el Talmud de Babilònia i el Talmud de Jerusalem respectivament, les dues obres discuteixen i expliquen els versicles de la Mixnà. Les discussions dels savis són relatives a temes legals relacionats amb la Llei jueva, la Halacà, i a temes no legals com l'Agadà. Tots dos Talmuds són rics en frases, proverbis, històries, llegendes, i interpretacions. El Talmud babilònic inclou en la seva discussió un comentari relativament consistent sobre la història de Samsó, però també de Judà i de Tàmar, així com les tradicions sobre el sarcòfag de Josep i la defunció del profeta Moisés.